# Parafia Najświętszej Maryi Panny Królowej Polski w Podłężu
Parafia NMP Królowej Polski w Podłężu – parafia rzymskokatolicka należąca do dekanatu Niepołomice archidiecezji krakowskiej. Została utworzona w roku 1978. Kościół parafialny budowany w latach 1958–1964, konsekrowany w 1964.
Na obszarze parafii leżą miejscowości Podłęże, Zakrzowiec oraz Zakrzów.

## Lista proboszczów parafii[1]
| imię i nazwisko                                         | daty urzędowania |
| ------------------------------------------------------- | ---------------- |
| ks. Andrzej Fidelus (proboszcz parafii w Niepołomicach) | 1964-1967        |
| ks. Antoni Pawlita                                      | 1967-1979        |
| ks. Tadeusz Szarek                                      | 1979-1994        |
| ks. Piotr Kałamacki                                     | 1994-2000        |
| ks. Józef Gilek                                         | 2000-2008        |
| ks. Tomasz Boroń                                        | 2008-2021        |
| ks. Andrzej Zięba                                       | od 2021          |